# أبو عبد الله الصيمري المعتزلي
أبو عبد الله محمد بن عمر الصيمري. من شيوخ المعتزلة وعلمائهم. أخذ عن: أبي علي الجُبائي، وانتهت إليه رئاسة الكلام بعد الجبائي، وكان ذكيا صاحب تصانيف.وعنه أخذ أبو سعيد السيرافي وأبو بكر بن الإخشيد علم الكلام، توفي سنة 315هـ.

## مؤلفاته
له من الكتب
- كتاب «المسائل والجوابات».
- كتاب «نقض كتاب ابن الروندي في الطبائع».
- كتاب «نقض كتاب البلخي المعروف بكتاب النهاية في الأصلح».